# 祖父母節
祖父母節是部份國家、地區對（祖父母）們有所感謝，而創立的節日，也稱作敬老之日。

## 活動
在各地有祖父母的子女們都要盡量回去探望敬愛的祖父母們。

## 世界各地

### 美国
- 每年的9月7至13日遇到星期日者。

美國祖父母節（National Grandparents Day）：每年勞工節（Labor Day）後之第1個星期日（勞工節為每年9月第1個星期一，可能1至7日）。
起源：卡特總統1978年宣布祖父母節為美國全國性之節日。

### 新加坡
- 每年的11月的第4個星期日。[2]

新加坡祖父母日Celebrate Grandparents' Day：每年11月的第4個星期日。
新加坡政府於1979年將每年11月的第3個星期列為樂齡週（新加坡以「樂齡人士」稱呼「老人」），表揚樂齡人士對社會發展付出的貢獻，同時也宣揚敬愛樂齡長者的理念。1999年起，則將每年11月的第4個星期天訂為「祖父母日」，舉辦系列的活動讓樂齡人士以及家人同樂。

### 日本
- 敬老之日：每年9月第3個禮拜一

日本並無辦理祖父母節或類似節日，僅將每年9月第3個禮拜一訂為國定假日「敬老之日」，當天全國放假1天，用以表示對高齡者的敬愛之意。另在相關老人團體的爭取之下，修正「老人福祉法」，並自2001年起將9月15日訂為「老人之日」，之後連續1週訂為老人週，只紀念不放假。

### 俄羅斯
- 祖父母節День бабушек и дедушек：每年10月最後1個星期日。

### 英国
- 祖父母節Grandparents Day：每年10月的第1個星期日。

該節日在英國並無任何特別或特定的慶祝方式，係為一觀念性之提倡，各級學校或公私立機關團體得在此日各自舉辦不同活動慶祝。

### 法國
- 祖母節Fête des grands-mères：每年3月的第1個星期日。

法國僅訂有「祖母節」，未訂定「祖父節」，本節日非法定正式節日，亦不放假。
源起：法國「祖母節」原為商業活動之1，於1987年時由卡夫食品（Kraft）公司旗下品牌「祖母牌咖啡」（Café Grand’Mère）與「祖母節協會」（Association Fête des Grands-mères）共同策劃。自此之後，相關慶祝活動愈來愈受各界歡迎，成為法國節日之一。本節日雖不具官方性質（並非所有日曆都會於本日印上「祖母節」字樣），但近20餘年來已為各界所接受，報章雜誌多有報導。

### 比利时
- 祖父母及外祖父母節Fête des grands-parents 或grootoudersfeest：由民間團體或學校自行訂定慶祝日期，時間約分布在10月至11月份。

該國慶祝祖父母節相關活動多為民間所發起，其慶祝方式包括：舉辦聯歡舞會活動，邀請祖父母、外祖父母及家長共同參加。邀請祖父母及外祖父母到校與其孫子女共度1天，瞭解孫子女上課情形。

### 波蘭
- 祖母節及祖父節Dzień Babci、Dzień Dziadk：1月21日為祖母節，1月22日為祖父節。

該國祖父母節的緣起係在1964年時，由波茲南市1家報紙所提出，最初只是帶有開玩笑的成分，但刊行後迅速的在全國普及，一躍竟成為節日。目前祖父母節分占前後兩日，1月21日為祖母節（波蘭文Dzień Babci）、1月22日為祖父節（波蘭文Dzień Dziadka），該節日係為家庭性節日而非假日，其慶祝型態由家庭自行決定，偶爾學校也會配合安排話劇演出，或為祖父母畫肖像等活動，至於政府部會並沒有任何配合推動方案及宣導方式。

### 葡萄牙
- 每年的7月26日。[2]

2003年葡萄牙議會5月22日通過立法議案，將7月26日定為國家「祖父母日」，強調祖父母是聯繫家庭和社會的根本元素，他們在傳播智慧與經驗以及穩定不同世代的關係有不可替代的力量，鼓勵全國民眾於「祖父母日」與祖父母在一起，發揚敬老愛老之優良風氣。葡萄牙議會還要求根除在家庭內歧視和虐待老人的惡劣現象，並抨擊一些人於節慶假日出遊而把老人送往養老院的做法。
在街上和商場，7月26日到處可見到一家三代人一起散步或購物的祥和情景。

### 中華民國
民國100年（2011年），由中華民國教育部發起，將每年8月的第4個星期日定為祖父母節。該日期與開學日接近，係欲透過倡導祖父母與子女、孫子女全家團聚，分享暑期生活點滴，及指導孫子女做人處世道理，並鼓勵讓祖父母、父母陪伴孫子女一起上、下學，也讓祖父母與家人更親密。

2025年5月28日制定《紀念日及節日實施條例》實施總統令公布實施，將此節日納入法規中

### 香港
由維多利亞青年商會自1990年發起，訂立每年十月的第二個星期日為「祖父母節」，至今每年均有慶祝活動。

香港祖父母節於2013年推出派台主題曲《好風光》及音樂錄影帶，由著名歌手孫耀威主唱。

## 相關
- 母亲节
- 父親節
- 重阳节